# 普希金站 (莫斯科地鐵)
普希金站（羅馬化：Pushkinskaya）是莫斯科地鐵塔甘卡－紅普列斯尼亞線的一個車站，開通於1975年12月17日。站名取自於俄羅斯詩人普希金。普希金站可換乘莫斯科河畔線的特維爾站和謝爾普霍夫－季米里亞澤夫線，是莫斯科地鐵最繁忙的車站之一。

## 外部連結
- （俄文） Yuriy Gridchin's site （页面存档备份，存于）
- （俄文） mymetro.ru
- （英文） KartaMetro.info — Station location and exits on Moscow map (English/Russian)